# منطقة زونهيبوتو
زونهيبوتو رمزها «ZU» (بالإنجليزية: Zunheboto)‏ ، هو تقسيم إداري لدولة الهند تتبع ولاية ناجالاند (بالإنجليزية: Nagaland)‏ ، مركزها هو مدينة زونهيبوتو (بالإنجليزية: Zunheboto)‏ عدد سكانها حسب تعداد سنة 2001 هو 154,909 ، مساحتها 1,255 كم² وكثافة السكان 123 لكل كم² .